# Lloyd Kazapua
Lloyd Junior Jaseuavi Kazapua (ur. 25 marca 1989 w Windhuku) – namibijski piłkarz grający na pozycji bramkarza. Od 2021 jest zawodnikiem klubu Chippa United FC.

## Kariera klubowa
Swoją karierę piłkarską Kazapua rozpoczął w klubie African Stars FC. W sezonie 2011/2012 zadebiutował w jego barwach w pierwszej lidze namibijskiej. W sezonie 2012/2013 wywalczył z nim wicemistrzostwo Namibii oraz zdobył Puchar Namibii. W latach 2013–2015 występował w United Africa Tigers. W sezonie 2014/2015 wygrał z nim krajowy puchar. W 2015 roku wrócił do African Stars. W sezonie 2017/2018 sięgnął z nim po dublet - mistrzostwo oraz krajowy puchar.
Latem 2018 Kazapua został piłkarzem drugoligowego południowoafrykańskiego Maccabi FC. W sezonie 2019/2020 był graczem Baroka FC, jednak nie rozegrał w nim żadnego meczu. Z kolei w sezonie 2020/2021 występował w drugoligowym Cape Umoya United FC.
Latem 2021 Kazapua przeszedł do Chippa United FC. Zadebiutował w nim 16 marca 2022 w zremisowanym 0:0 wyjazdowym meczu z Marumo Gallants FC.
| Sezon   | Klub                 | Kraj              | Rozgrywki      | Mecze | Bramki |
| ------- | -------------------- | ----------------- | -------------- | ----- | ------ |
| 2011/12 | African Stars FC     | Namibia           | Premier League | ?     | ?      |
| 2012/13 | African Stars FC     | Namibia           | Premier League | ?     | ?      |
| 2013/14 | United Africa Tigers | Namibia           | Premier League | ?     | ?      |
| 2014/15 | United Africa Tigers | Namibia           | Premier League | ?     | ?      |
| 2015/16 | African Stars FC     | Namibia           | Premier League | ?     | ?      |
| 2016/17 | African Stars FC     | Namibia           | Premier League | ?     | ?      |
| 2017/18 | African Stars FC     | Namibia           | Premier League | ?     | ?      |
| 2018/19 | Maccabi FC           | Południowa Afryka | NFD            | 6     | 0      |
| 2019/20 | Baroka FC            | Południowa Afryka | PSL            | 0     | 0      |
| 2020/21 | Cape Umoya United FC | Południowa Afryka | NFD            | 16    | 0      |
| 2021/22 | Chippa United FC     | Południowa Afryka | PSL            | 11    | 0      |
| 2022/23 | Chippa United FC     | Południowa Afryka | PSL            | 21    | 0      |

## Kariera reprezentacyjna
W reprezentacji Namibii Kazapua zadebiutował 4 stycznia 2014 w przegranym 0:1 towarzyskim meczu z Ghaną, rozegranym w Kingston. W 2019 roku został powołany do kadry na Puchar Narodów Afryki 2019. Wystąpił w nim w trzech meczach grupowych: z Marokiem (0:1), z Południową Afryką (0:1) i z Wybrzeżem Kości Słoniowej (1:4).
W 2024 roku Kazapuę powołano do kadry na Puchar Narodów Afryki 2023. Rozegrał w nim cztery mecze: grupowe z Tunezją (1:0), z Południową Afryką (0:4) i z Mali (0:0) oraz w 1/8 finału z Angolą (0:3).